# Joan Mir Vallès
Joan Mir Vallès, Fra Joan de la Concepció de Maria Santíssima (Alaró (Mallorca), 2 de desembre de 1624 – Ermita de la Trinitat de Valldemossa (Mallorca), 12 de juliol de 1688. Religiós mallorquí fundador de la Congregació de Sant Pau i Sant Antoni.

## Biografia
Era fill de Guillem Mir i d'Esperança Vallès, ambdós d'Alaró, que s'havien casat el desembre de 1623. Va rebre formació religiosa del rector d'Alaró Joan Coll. La seva mare morí quan ell era un infant, l'any 1635, i dos anys després son pare es va casar en segons núpcies. Als 15 anys, la primavera de 1640, sentint l'atracció de la vida eremítica deixà casa seva i pujà a l'ermita de Nostra Senyora del Refugi d'Alaró, ubicada a dalt del Castell d'Alaró. Allà hi havia l'ermità Julià Lledó (Fra Julià de la Mare de Déu), que li va ensenyar les regles de l'eremitisme mallorquí, abans de vestir-lo amb l'hàbit i imposar-li el nom de Fra Joan de la Concepció de Maria Santíssima. Pocs mesos després, el novembre de 1641, Julià Lledó morí i ell restà com l'únic eremita de tota l'illa de Mallorca.
Estant al Castell d'Alaró va rebre la visita de dos ermitans de l'orde de Sant Pau Ermità, Pere Molines i Joan de Bastiana, que l'instruïren en la religiositat i la regla eremítica. Va fer la seva professió religiosa el 7 de d'abril de 1644. Més endavant, el 1646, es va traslladar a Miramar, a Valldemossa, on escollí per instal·lar-se una de les antigues ermites (ses Ermites Velles), sota l'advocació de Sant Pau i Sant Antoni, establint relació amb els monjos cartoixos de Valldemossa, en particular amb Miquel Montserrat Geli.

## La Congregació d'Ermitans de Sant Pau i Sant Antoni
A finals de la dècada de 1640 o principis de 1650 es començà a aglutinar a Miramar un grup de deixebles. Amb la finalitat de posar per escrit les seves observances el pare Geli redactà el 1666 el "Llibre de la vida monàstica i eremítica que feren els antics Pares i fan avui en dia els vertaders Ermitans de Sant Pau", aprovat pel bisbe de Mallorca el 1669 i imprès el 1670. Aquestes regles assenyalen el pas d'un eremitisme individual a un altre d'organitzat i institucional.
L'augment del nombre d'ermitans va dur a què, de manera progressiva, s'anassin ocupant creant altres ermites. Així va sorgir l'ermita de Sant Onofre a Deià, la de Nostra Senyora de Lluc a Son Amer (1673-1674), la de Nostra Senyora de la Pau de Son Seguí a Santa Maria del Camí (1673), la de Sant Onofre de Son Fortesa (Puigpunyent, 1673), Ternelles de Pollença (1676) i altres.
El gener de 1678, Joan Mir va fer públic el seu testament espiritual que recollia la seva visió de la vida eremítica. El 9 de maig de 1684, el nou bisbe de Mallorca, Pedro de Alagón, firmà un document en el qual es reconeixia la Congregació d'Ermitans de Sant Pau i Sant Antoni, de dret diocesà, i es reconeixia a Joan Mir com a superior de tots els ermitans de l'illa. Mir morí dos anys després, quan la seva obra fundacional ja es trobava consolidada.